# Австрія на зимових Олімпійських іграх 1994
Австрія на зимових Олімпійських іграх 1994 була представлена 80  спортсменами в 10 видах спорту.

## Медалісти
| Медаль | Спортсмен                                                        | Вид                 | Дисципліна                 |
| ------ | ---------------------------------------------------------------- | ------------------- | -------------------------- |
| Золото | Томас Штангассінгер                                              | гірськолижний спорт | слалом                     |
| Золото | Емезе Гуньяді                                                    | біг на ковзанах     | 1500 м                     |
| Срібло | Ельфі Едер                                                       | гірськолижний спорт | слалом                     |
| Срібло | Маркус Прок                                                      | санний спорт        | одиночні                   |
| Срібло | Емезе Гуньяді                                                    | біг на ковзанах     | 3000 м                     |
| Бронза | Крістіан Маєр                                                    | гірськолижний спорт | гігантський слалом         |
| Бронза | Андреа Тагверкер                                                 | санний спорт        | одиночні                   |
| Бронза | Андреас Гольдбергер                                              | стрибки з трамліна  | великий трамплін           |
| Бронза | Гайнц Куттін Крістіан Мозер Штефан Горнгахер Андреас Гольдбергер | стрибки з трамліна  | командні, великий трамплін |